# Robert Garrett
Robert S. Garrett (24. maj 1875 i Baltimore, Maryland, USA – 25. april 1961 i Baltimore) var en amerikansk atlet. Garret var den første olympiske mester i diskoskast og kuglestød. 
Garrett var først og fremmest kuglestøder, men konkurrerede også i springøvelser. Da han bestemte sig for at deltage i de første olympiske lege i moderne tid 1896 i Athen, foreslog professor William Milligan Sloane at han også skulle prøve diskoskast. Garrett bad en smed om at lave en diskos, den vejede cirka 14 kg og var alt for tung til at kaste med, så Garrett opgav ideen. 
Garret betalte rejsen til Athen for sig selv og tre andre klassekammerater fra Princeton University, Francis Lane nummer tre i 100 meter, Herbert Jamison på anden pladsen i 400 meter og Albert Tyler nummer to i stangspring. Da han opdagede at diskossen kun vejede to kg besluttede han sig for at deltage i diskoskast alligevel. De græske diskoskastere var stilkastere, mens Garret gik mere på ren kraft. Hans første to kast var pinlige og både det amerikanske og udenlandske publikum lo af hans stil. Men i sit sidste kast nåede diskossen 29,15 meter, 19 centimeter længere end den bedste græske kaster.
Garrett vandt også kuglestød på 11,22 og i højdespring blev han nummer to med et spring på 1,65 meter samme plads fik han i længdespring med et spring på 6,00 meter. Under OL 1900 i Paris endte han på en tredje plads både i kuglestød og i trespring uden tilløb. Han var også med på Tovtrækningsholdet men da tre af holdets seks medlemmer var hammerkastere og tovtrækkningskonkureancen kolliderede med konkurrencen i hammerkast, fik han aldrig chancen for at konkurrere i tovtrækning.